# Tsatsiki – Freunde für immer
Tsatsiki – Freunde für immer ist ein schwedischer Kinderfilm aus dem Jahr 2001.

## Handlung
In der Schule fragt die Lehrerin, wer wohl am einsamsten ist. Tsatsiki denkt dabei an einen Astronauten. Aber die Lehrerin meint daraufhin, dass dieser auch wieder auf die Erde zurückkomme. Wille hat dagegen die richtige Antwort. Am einsamsten ist derjenige, der keine Freunde hat. Und Wille ist einsam. Er wird von den anderen Schülern gemieden, weil er stottert.
Tsatsiki will sich mit Maria zum Abendessen treffen. Doch als er bei ihr ankommt, streiten sich ihre Eltern. Daraufhin setzt Maria Tsatsiki vor die Tür. Sie will mit Liebe nichts zu tun haben. Tsatsiki denkt, dass Maria ihn nicht mag, weil er nicht küssen kann. Daher beschließt er zusammen mit seinem Freund Pär Hammar dies zu üben. Sie laden sich zwei Mädchen ein. Doch die Kussparty geht gründlich daneben.
Am nächsten Tag ziehen die Mädchen deswegen über Tsatsiki her, und auch Maria stimmt damit ein. Dabei kommt heraus, dass Tsatsiki Maria einmal verraten hatte, dass Pär Hammar manchmal noch ins Bett macht. Weil Tsatsiki dies an Maria verraten hatte, wendet Pär Hammar sich von Tsatsiki ab. So steht Tsatsiki nun alleine da.
Tsatsikis Mutter ist Musikerin und hat die Chance erhalten in Japan aufzutreten. Daher kann sie nicht mit Tsatsiki nach Griechenland fahren, wo sein Vater lebt. So fährt Tsatsiki mit seinem Opa nach Griechenland. Sein Großvater väterlicherseits liegt im Sterben. Aber bevor er stirbt, besteigen sie gemeinsam einen Berg. Der Großvater erklärt, dass dies der Ort war, wo er seine Frau kennengelernt hat. Sie waren damals Partisanen gewesen und sind dort zunächst Freunde geworden. Denn ohne Freundschaft gibt es keine Liebe.
Wieder in Schweden angekommen, klärt Tsatsiki die Streitigkeiten mit Pär Hammar. Und auch die Liebe mit Maria kann sich nun entwickeln, nachdem er gelernt hat, dass Freundschaft das Wichtigste im Leben ist. Deswegen erkennt er auch, dass Wille nicht ausgeschlossen werden darf und befreundet sich mit ihm.

## Bemerkung
Der Film basiert auf einer Buchreihe der Schwedin Moni Brännström, die mit Tsatsiki-Tsatsiki begann. Er ist die Fortsetzung von Tsatsiki – Tintenfische und erste Küsse (Alternativtitel: Tsatsiki, Mama und der Polizist) von 1999. Gegenüber dem ersten Film wurden die Rolle der Mutter und Göran umbesetzt.